# Schloss Broich

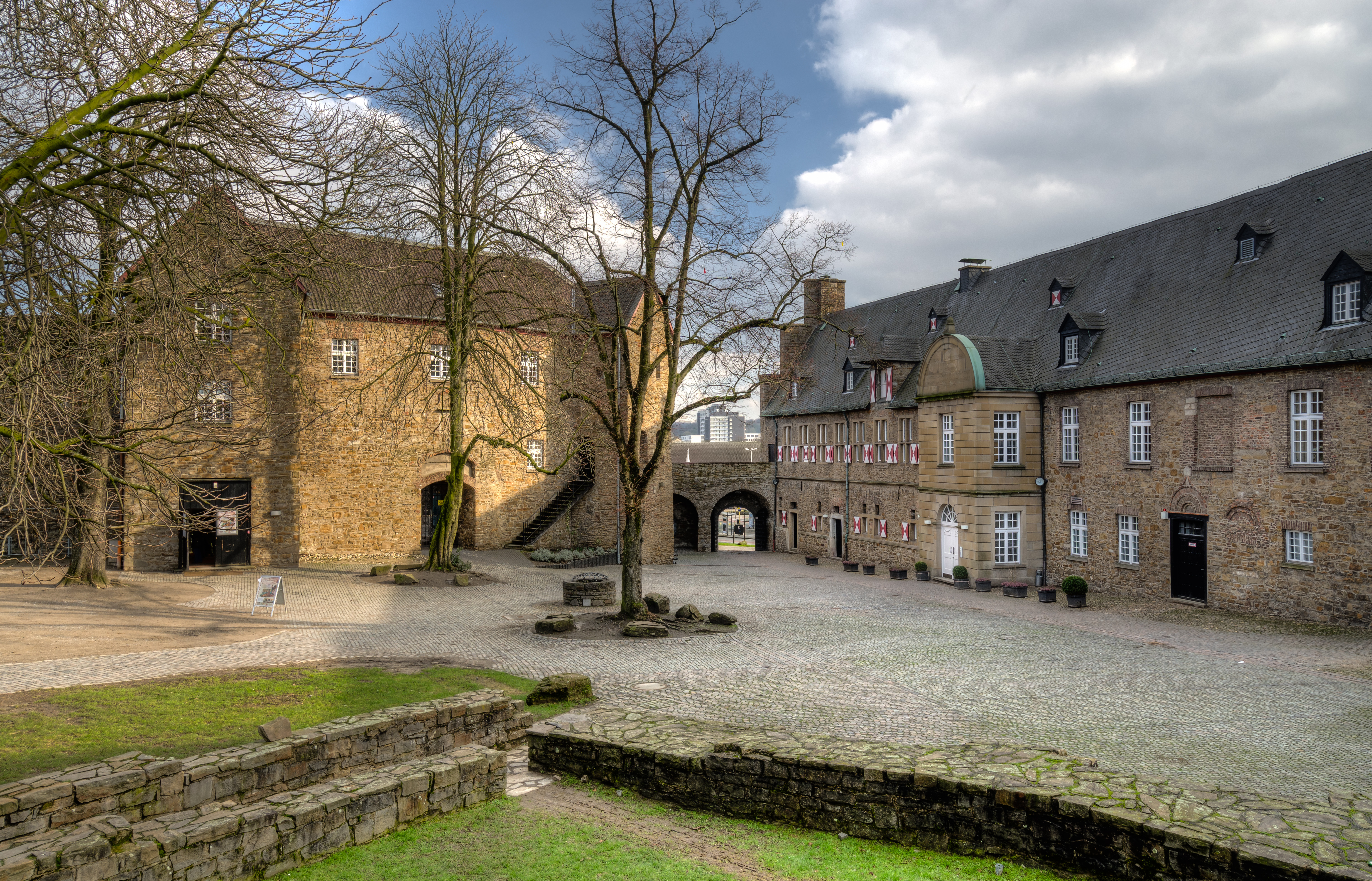
Innenhof des Schlosses Broich. Links: Hochschloss, Rechts: Westflügel

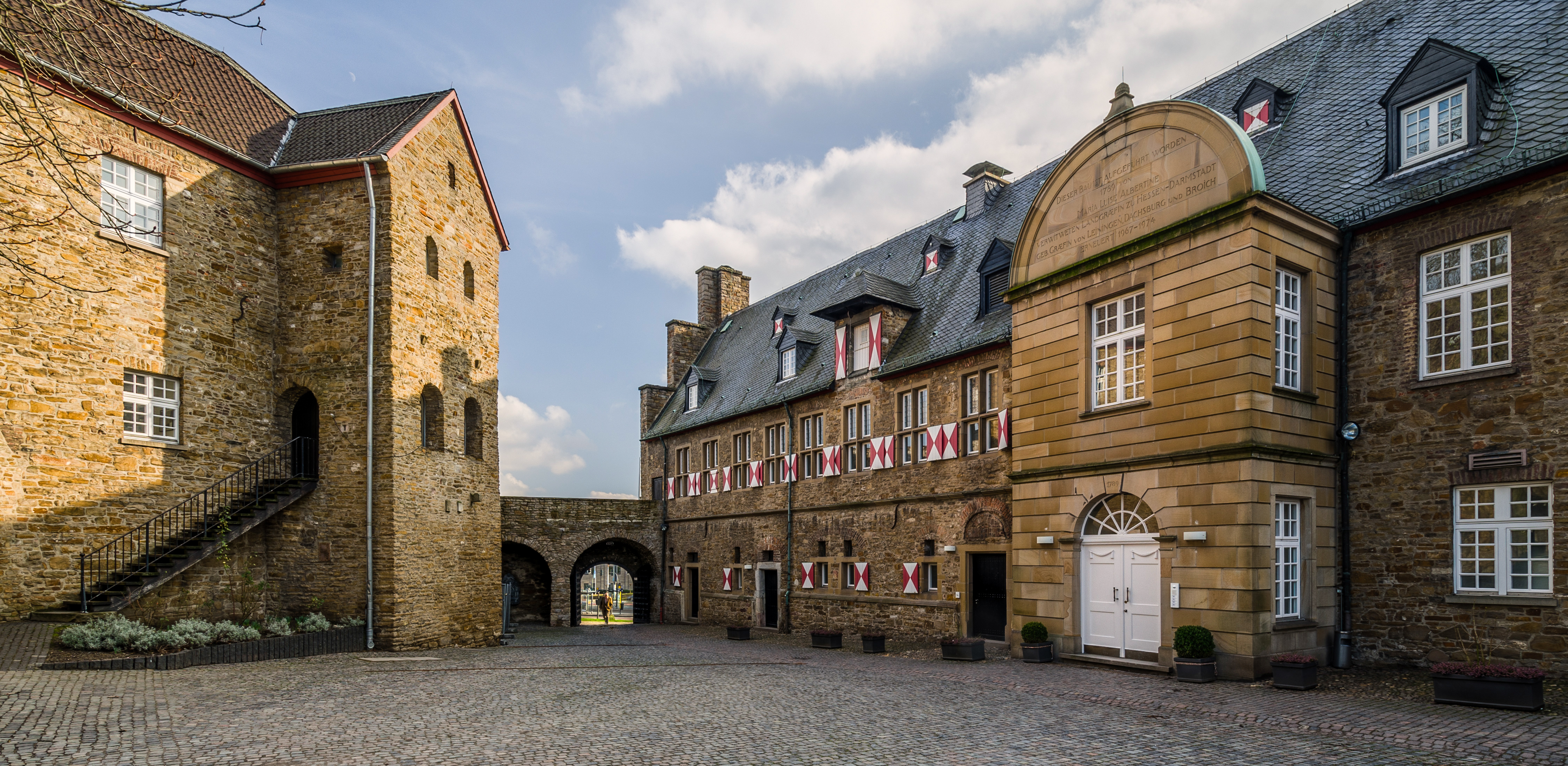
Hochschloss, Eingangsportal und Palas vom Innenhof aus fotografiert

Das Schloss Broich befindet sich im gleichnamigen Stadtteil der Stadt Mülheim an der Ruhr am Westufer der Ruhr nahe der Innenstadt. Die Befestigungsanlage liegt an der historischen Ruhrfurt des alten Hellwegs und ist in Teilen der älteste erhaltene frühmittelalterliche Wehrbau der späten Karolingerzeit nördlich der Alpen.

## Geschichte

### 9. bis 11. Jahrhundert
883 erobern Wikinger Duisburg und richten hier ihr Winterlager ein. Wahrscheinlich deshalb lässt der ostfränkische Herzog Heinrich im Winter 883/884 in Broich ein befestigtes Militärlager errichten: Auf einem 11 m hohen Geländesporn oberhalb der Ruhr entstand die ursprüngliche Anlage, wohl als Sperrburg, um den Fluss und den Hellweg zu sichern, der hier über eine Furt die Ruhr passiert. Eine ovale Ringmauer umschließt zahlreiche mehrräumige, auch zweistöckige Gebäude. Es existieren jedoch noch keine Küchen, Speicher oder Brunnen, was auf eine Planung für eine nur kurzzeitige Nutzung schließen lässt. Im April 884 vertrieb Heinrich mit seinem Heer die Wikinger aus Duisburg. Doch nachdem die Bedrohung durch die Wikinger nicht mehr gegenwärtig ist, wird die Anlage aufgegeben.
In seinen Annalen berichtet Flodoard von Reims von einem 923 stattgefundenen Treffen zwischen König Heinrich I. von Ostfranken und Robert I. am Unterlauf des fluvium Ruram. Von einigen Autoren wird daraus die Existenz einer befestigten Anlage bis zu diesem Zeitpunkt abgeleitet.
Die verlassene Burg wird gegen Ende des 11. Jahrhunderts von den Edelherren von Broich wieder auf- und ausgebaut. 1093 werden die Broicher zusammen mit den Herren von Mülheim und Dümpten als Zeugen eines Grafengerichts nachweislich erstmals schriftlich erwähnt.

### 12. und 13. Jahrhundert

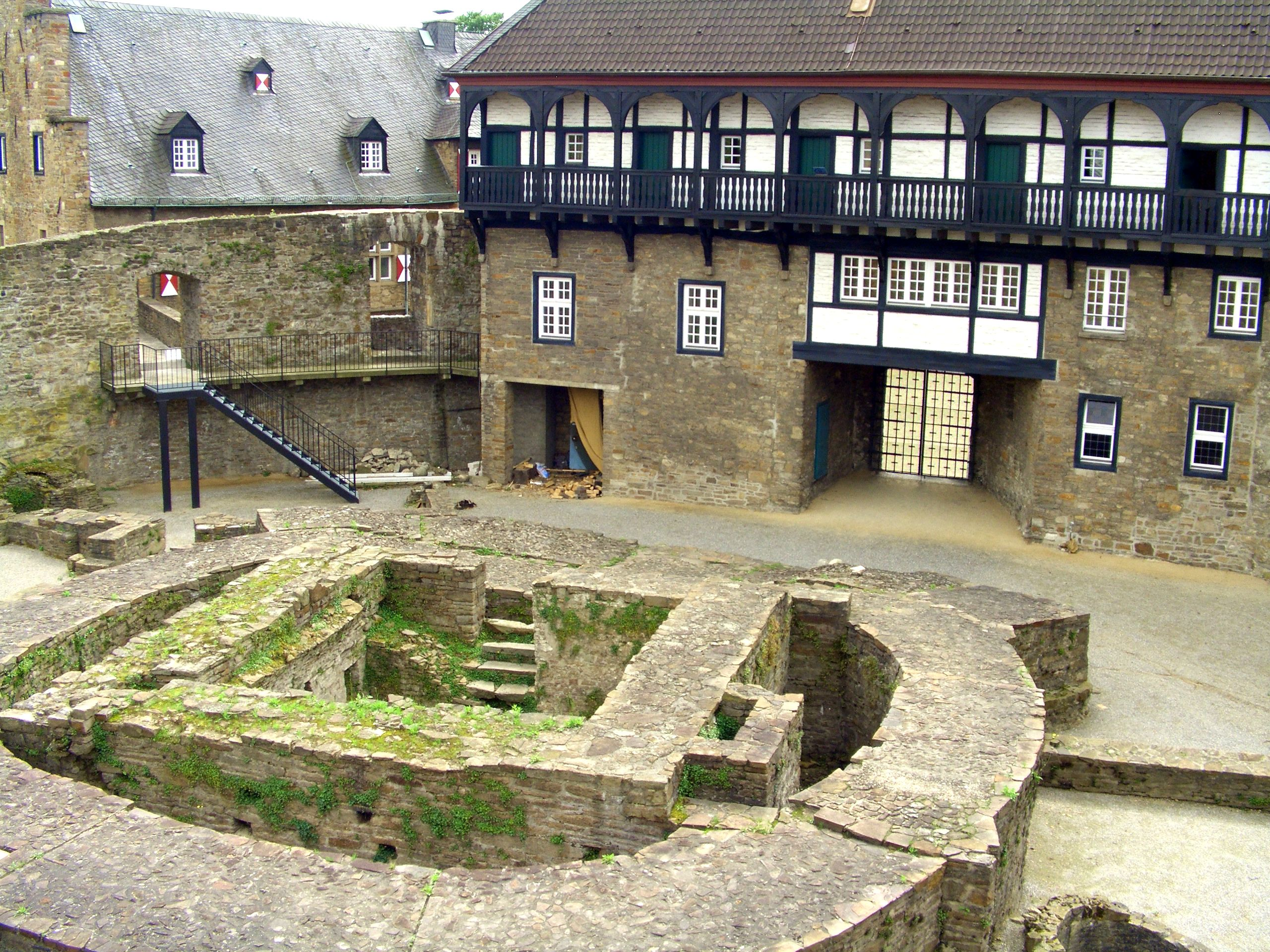
Blick vom Wehrgang aus auf den Bergfried, sowie auf Teile der spätkarolingischen Anlage aus dem späten 9. Jahrhundert

Seit Ende des 12. Jahrhunderts wird die Anlage durch Um- und Neubauten allmählich zu einer Festung. Die Ringmauer wird umgebaut, auf 1,50 m Stärke und auf 9 m erhöht. Aus dem nördlichen Teil wird ein Zwinger. Ein massiger, 17,40 m hoher Bergfried wird errichtet. Die erneuerte Befestigung ist so effektiv, dass sie im Jahr 1240 der Belagerung und dem Angriff des Kölner Erzbischofs Konrad von Hochstaden widersteht. Anlass sind die Territorialkriege des Erzbischofs mit Graf Wilhelm IV. von Jülich und Herzog Heinrich IV. von Limburg. Durch die gleichzeitige Stellung Herzog Heinrichs als Graf von Berg werden seine Vasallen, die Herren von Broich, in diese Auseinandersetzung mit einbezogen.

### 14. und 15. Jahrhundert
Mit dem letzten Herrn von Broich, Dietrich V., stirbt das ursprüngliche Geschlecht im Mannesstamm aus und seine älteste Tochter Lukardis, verheiratet mit Graf Dietrich IV. von Limburg, erbt 1372 die Herrschaft Broich. Zwischen den Jahren 1380 und 1400 wird in die südliche, teils abgerissene Umwehrung ein zweistöckiger gotischer Palas, besser gesagt Saalbau, mit auffälligen Staffelgiebeln erbaut.
Da Graf Heinrich von Limburg-Broich mehrere Fehdezüge gegen den Kölner Erzbischof Dietrich II. von Moers führt, kommt es von 1437 bis 1439 zu mehreren Belagerungen der Burg. Schließlich belagert im Jahr 1443 der Kölner Erzbischof, Herzog Gerhard von Jülich-Berg mit ihren Verbündeten und Truppen des Lütticher Bischofs Johann VIII. von Heinsberg und des Kurfürsten Friedrich II. von Sachsen, die Burg vom 2. bis zum 19. September. Beobachter berichten von einem bis zu 22.000 Mann starken Heer. Schließlich wird die Burg beschossen. Der mächtige Bergfried und der Südwestturm gehen in Flammen auf und brennen aus. Die Ringmauer wird stark beschädigt und die Wohnbauten sind unbewohnbar. Die Burg wird erstmals in ihrer Geschichte eingenommen. Die Sieger erklären sich bereit, die Burg neu aufzubauen und zu befestigen. Die Schäden werden bis zum Jahr 1444 mit 6.000 Rheinischen Goldgulden beseitigt. Bei der Instandsetzung wird der Bergfried abgebrochen, eine geplante Steinbrücke über die Ruhr entsteht jedoch nicht.

### 16. Jahrhundert
Weil Graf Johann von Limburg zu Broich keine Nachkommen hat, adoptiert er im Jahr 1505 die Tochter seiner Schwester Maria, Irmgard von Sayn, und verheiratet sie im selben Jahr mit Wirich V. von Daun-Falkenstein. 1508 beschenkt Johann das Paar mit der Herrschaft Broich sowie seiner Hälfte der Grafschaft Limburg.
Wegen des größeren Gefolges Wirichs von Daun werden etliche Um- und Neubauten durchgeführt. Das Burgtor im Nordwestturm wird geschlossen und ein größerer Einlass in die westliche Ringmauer gebrochen. Zwischen Nordwestturm und Schlosshofmauer entsteht ein zweistöckiges Gebäude. Innerhalb des Burgringes werden drei Fachwerkhäuser errichtet. Zwischen Nordwestturm und Schlosshofmauer erbaut man ein zweistöckiges Wohnhaus. Nahe dem Palas lehnt man an die südliche Schlosshofmauer ein weiteres zweistöckiges steinernes Gebäude an. Eine Verstärkung der Befestigung bleibt jedoch aus.

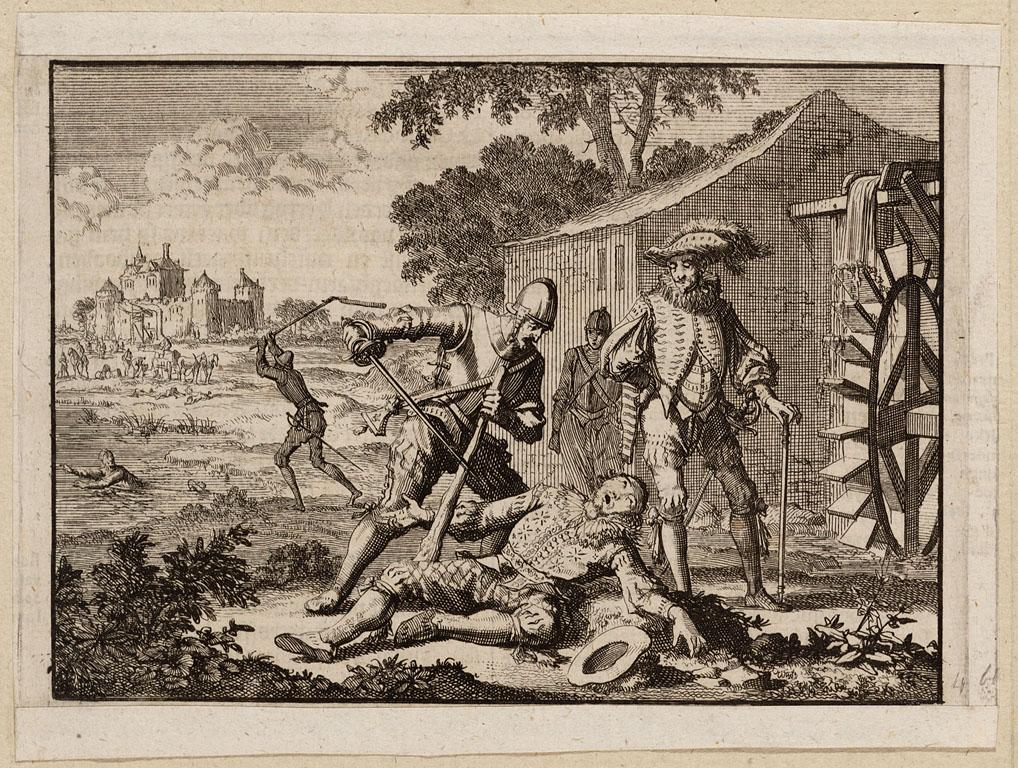
Der Mord an Wirich durch die Spanier, Kupferstich von Jan Luyken von 1698

Broich leidet seit 1584 wegen der Truchsessischen Wirren und des Achtzigjährigen Kriegs sehr schwer unter den ständigen spanischen und staatischen Durchmärschen und Einquartierungen.
Am 5. Oktober 1598 rückt schließlich auf Befehl von Admiral Francisco de Mendoza ein Heer von 5000 Spaniern mit etlichen Geschützen vor Burg Broich. Vergeblich besteht Burgherr Graf Wirich VI. von Daun-Falkenstein auf seiner Neutralität. Nach starkem Beschuss der Spanier muss Graf Wirich am nächsten Morgen kapitulieren. Die Burg hat erheblichen Schaden genommen, zwischen Eckturm und Scheifhacke wurde eine Bresche in die Burgmauer geschossen. Am 11. Oktober wird Graf Wirich nahe dem Schloss von seinen zwei spanischen Bewachern niedergeschlagen und erstochen.

### 17. Jahrhundert

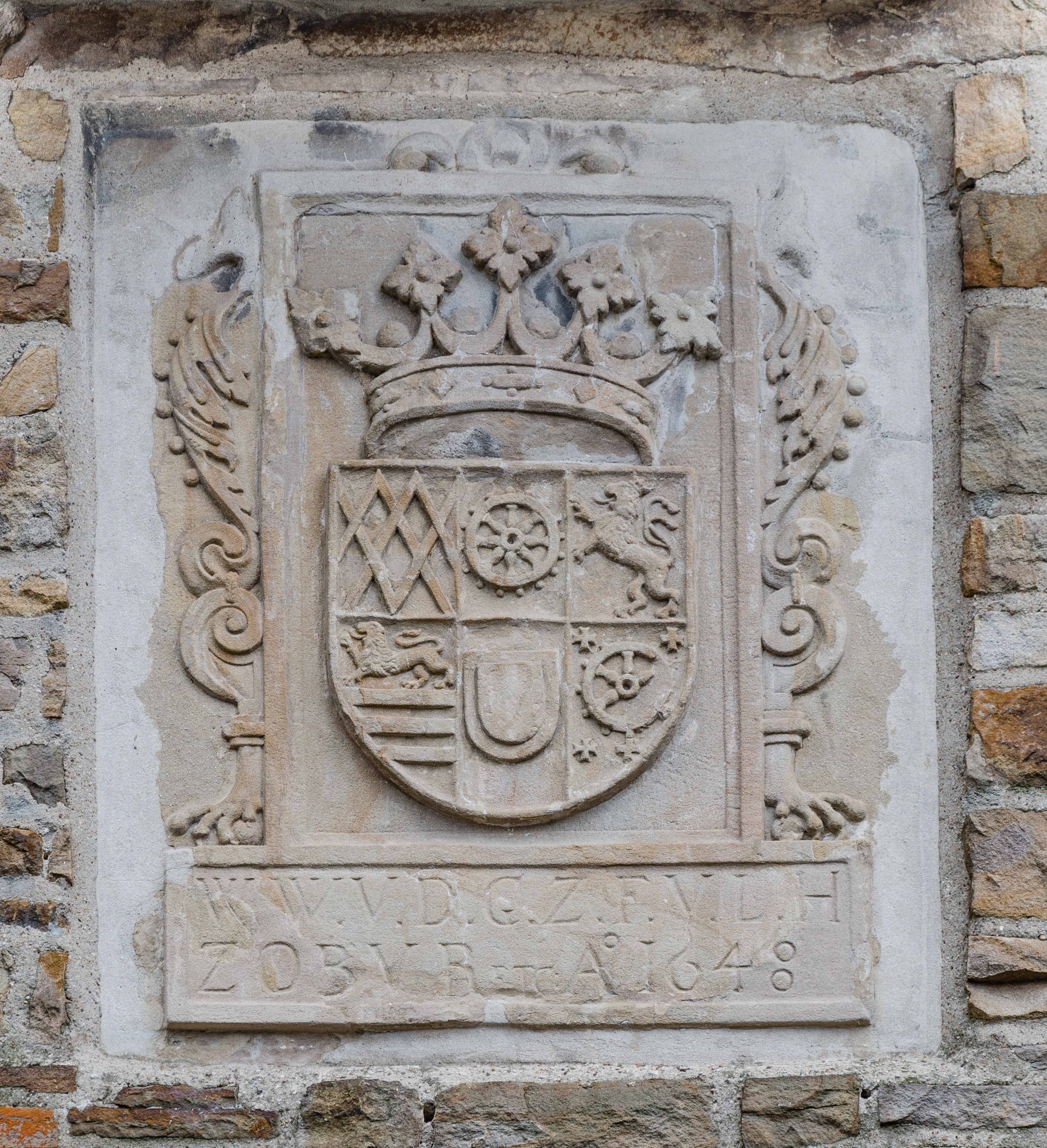
Wappen v. Wilhelm Wirich (Vorläufer des Mülheimer Stadtwappens) über dem Eingang des Hochschloss

Die Schäden an der stark zerstörten Burg werden erst Jahrzehnte später, in den Jahren 1644 bis 1648, durch Graf Wilhelm Wirich von Daun-Falkenstein beseitigt. Die Wohngebäude werden wieder aufgebaut und ergänzt. Auf zwei steinernen, zweigeschossigen Wohnhäusern der Ringanlage lässt er über dem Tor ein Fachwerkgeschoss mit hölzerner Galerie errichten: das heutige Hochschloss. Über dem Eingang des Hochschloss befindet sich das Wappen von Wilhelm Wirich von Daun-Falkenstein, das mit der Jahreszahl 1648 auf den Abschluss der Renovierungsarbeiten hinweist. Folgende Inschrift ist dort zu lesen:
Wilhelm Wyrich Von Daun Graf Zu Falkenstein V (und) Limburg Herr

Zu Oberstein Broich V (und) Reipolskirchen etc. Anno 1648 
Im Schlosshof entsteht unter Verwendung des gotischen Palas und des Wohnbaus des 16. Jahrhunderts ein zweigeschossiger Schlossflügel mit vorgesetztem achteckigem Treppenturm. An der nördlichen sowie an der westlichen Schlosshofmauer werden zwei zusätzliche Flügel errichtet. Nach Süden entsteht ein großer Garten, wobei das Schlosstor um 80 Meter hinausgeschoben wird. Wilhelm Wirich lässt unter der Kapelle im Palas für seine Familie eine flachgewölbte Gruft anlegen. Nordwestlich des Schlosses entsteht eine turmartige Vorburg mit Wassergraben, welche als Ruine im 19. Jahrhundert abgebrochen wurde.
1682 stirbt Wilhelm Wirich. Da sein einziger Erbsohn Carl Alexander am 7. Oktober 1659 von Graf Moritz von Limburg-Styrum erschossen wurde, geht das Erbe an seine Tochter Christine Luise. Sie ist seit dem 17. Juli 1664 vermählt mit Graf Emich Christian von Leiningen-Dagsburg.
Für die Instandhaltung wird jetzt nicht mehr viel getan. Das Schloss dient nur noch als Amtssitz des Rentmeisters.

### 18. Jahrhundert

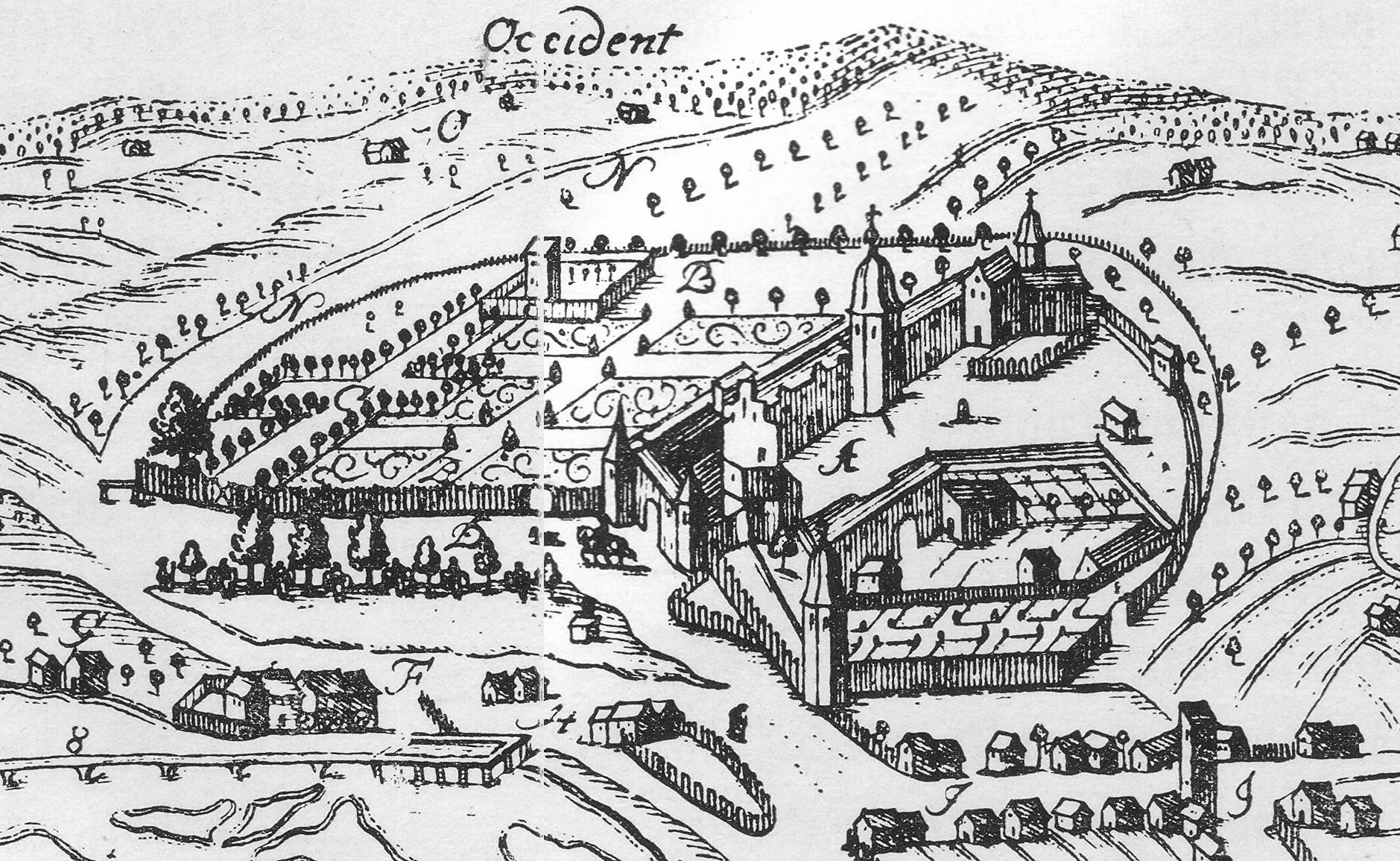
Schloss Broich um 1775 aus: Prospect des Schloses bruch und Mühlheim sambt der gegend von Johann Jacob Becker

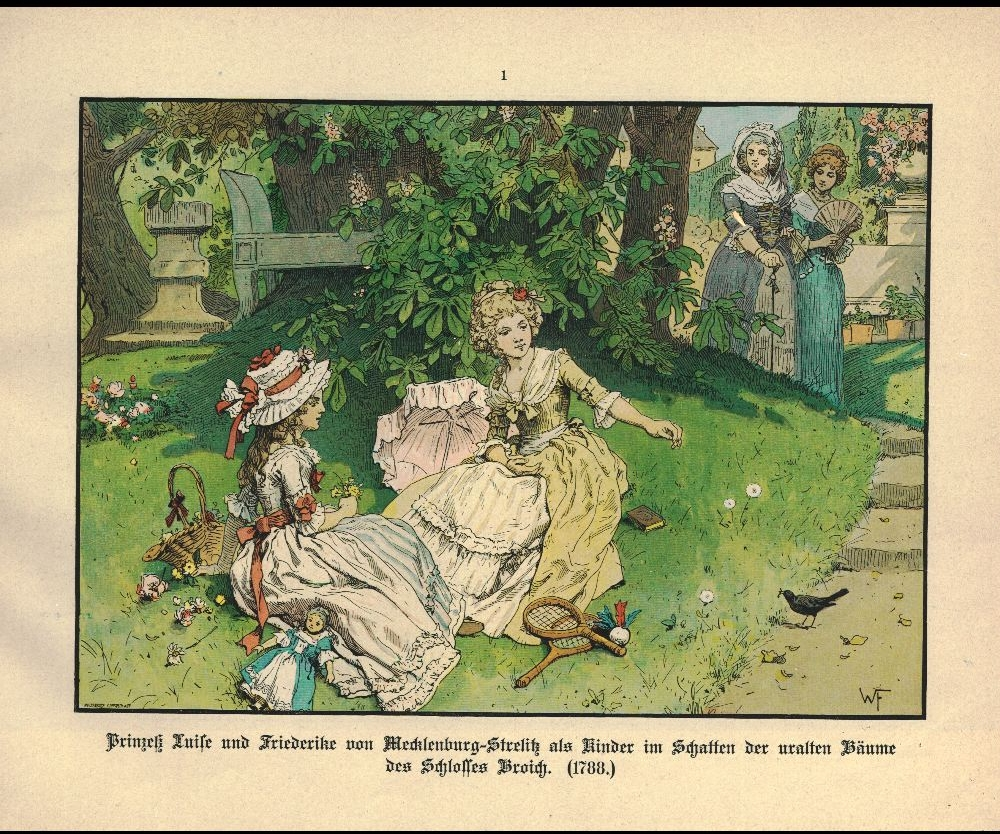
1787: Luise und Friederike bei Besuch auf Schloss Broich

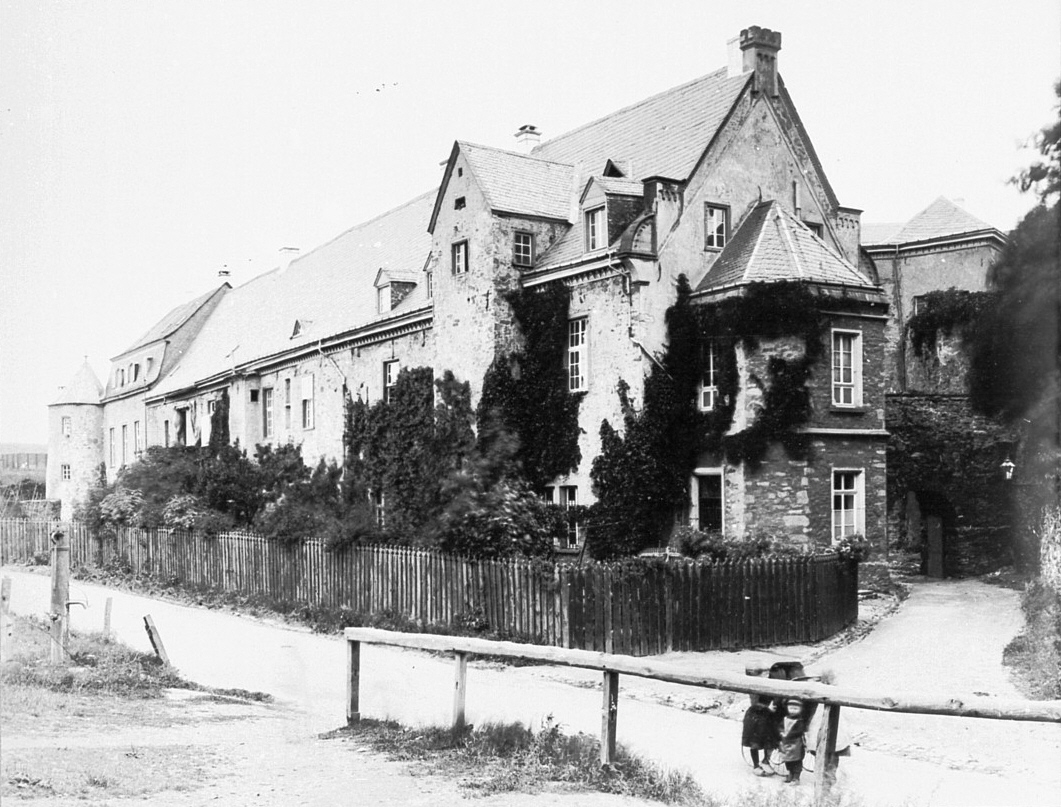
Schloss Broich um 1890

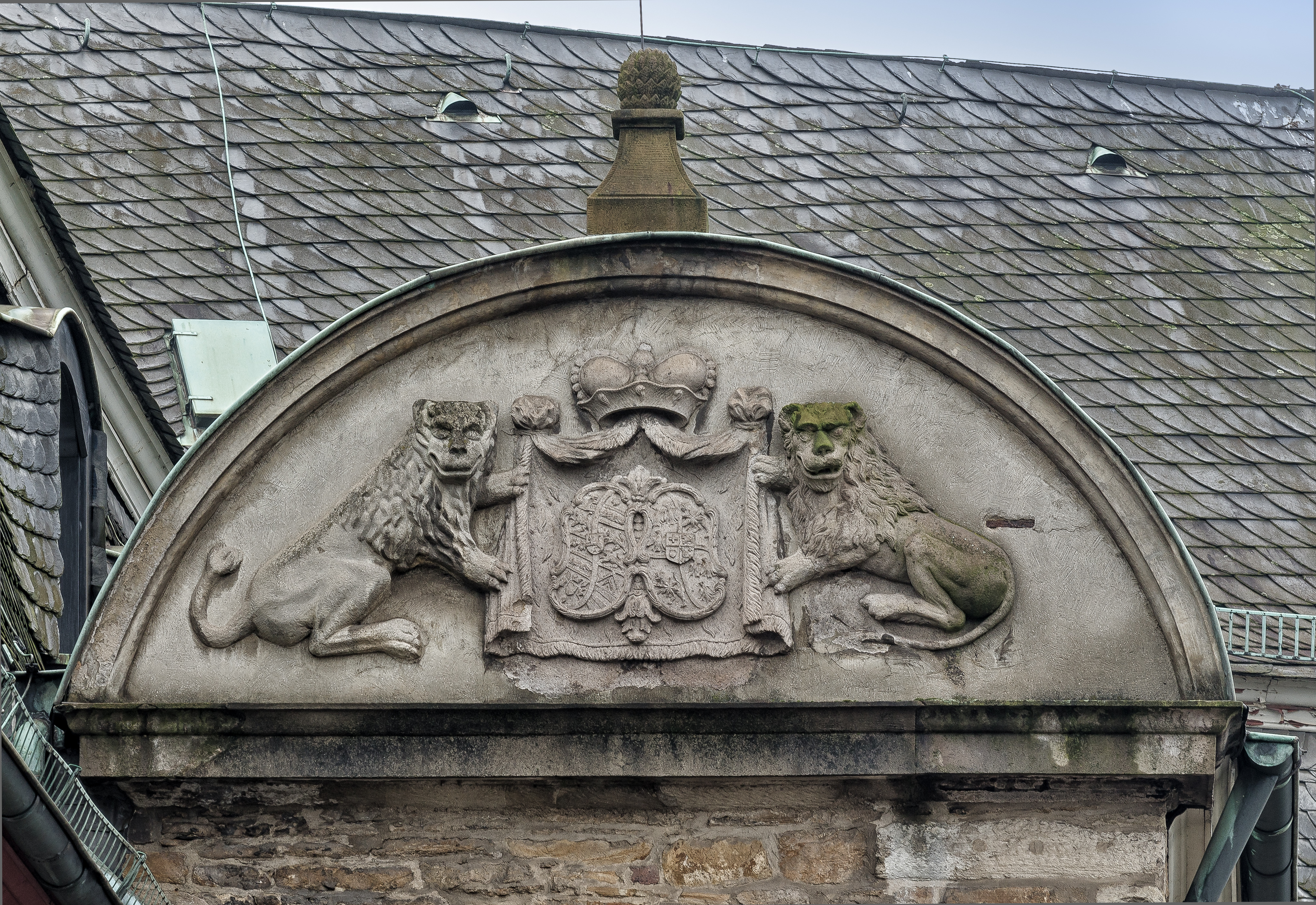
Giebeloval am Neubau des Schloss Broich mit Wappen von Hessen-Darmstadt und Leiningen-Dagsburg

Erst Christine Luises Enkelin Maria Luise Albertine Gräfin von Leiningen-Dagsburg interessiert sich wieder für den Besitz. Sie verweilt nun öfters an der Ruhr und plant, das Schloss durch den kurpfälzischen Oberbaudirektor Nicolas de Pigage restaurieren und ausbauen zu lassen. 1789 ist man aber zufrieden mit einem teilweisen Neubau des Westflügels mit dem „gläsernen Palais“ und der Erneuerung des Treppenturms im frühklassizistischen Stil. Der nördliche Flügel wird abgerissen. Über dem Eingangsportal des Westflügels ist folgende Inschrift zu lesen, die an den Bau erinnert:
Dieser Bau ist aufgeführt worden

1789 von

Maria Luise Albertine

Verwitweten Landgraefin zu Hessen-Darmstadt

Geb. Graefin von Leinigen, Dachsburg und Broich

Erneuert 1967–1974
1787 und 1791 nimmt die Gräfin ihre beiden jungen Enkelinnen Luise und Friederike von Mecklenburg-Strelitz, die späteren Königinnen von Preußen beziehungsweise Hannover, mit nach Broich. Wegen ihrer großen Bürgernähe und Herzlichkeit sind die beiden Prinzessinnen bei der Bevölkerung schnell sehr beliebt.

### 19. und 20. Jahrhundert
Bis in das 19. Jahrhundert gehörte zu Broich auch das Stroetrecht (von „Stroet“ für Strauch, Gebüsch, Dickicht). Es handelte sich hierbei um das Recht, im Wald zwischen Duisburg und Düsseldorf Wildpferde zu halten, das neben dem Herzog von Berg nur wenigen Adelssitzen zustand (Broich, Heltorf, Böckum, Haus zum Haus, Groß-Winkelhausen, Oefte und Landsberg).
Während Napoleons Herrschaft am Rhein und an der Ruhr von 1806 bis 1813 wird auch die Herrschaft Broich aufgelöst. Nach zweijähriger Übergangszeit wird 1815 auf Beschluss des Wiener Kongresses auch Broich von Preußen annektiert.
Die Gebäude verfallen schnell. 1830 stirbt der letzte Besitzer, Prinz Georg Karl von Hessen-Darmstadt.
1857 ersteigern der Renteiverwalter Bilger und sein Schwiegersohn, der Bankier Eduard Stöcker, das Schloss für 335.000 Taler. Sie beseitigen größere Schäden an den Gebäuden, brechen die Fachwerkbauten der Kernanlage ab und errichten dort, angelehnt an das Hochschloss, eine zweistöckige klassizistische Villa.
Im 19. und 20. Jahrhundert verliert die Anlage durch Eisenbahn- beziehungsweise Straßenbau deutlich an Bausubstanz.
1938 geht das Schloss in den Besitz der Stadt Mülheim über. Während des Zweiten Weltkriegs und in der Nachkriegszeit verfällt es dann zusehends. 1952 erhält immerhin der Saalbau ein neues Dach.
In den Jahren 1967 bis 1974 wird im Auftrag des Landschaftsverbands Rheinland und unter der Leitung von Professor Günther Binding an der Anlage aufwendig ausgegraben und restauriert. Dabei werden die Grundmauern der spätkarolingischen Anlage sowie die der späteren Jahrhunderte freigelegt.
1975 wird Schloss Broich feierlich wiedereröffnet.

### 21. Jahrhundert
Nachdem sich im September 2009 große Bruchsteine aus der Ringmauer lösten, wird die Anlage seit 2010 saniert. Der Sanierungsplan wurde in acht Bauabschnitte gegliedert, die Gesamtkosten wurden auf über 4 Millionen Euro geschätzt. Für die Finanzierung wurden Spendengeber gesucht. Es wurden auch diverse Benefizveranstaltungen gemacht.
Im Januar 2020 wurden die Renovierungsarbeiten abgeschlossen. Die Kosten lagen bei 4,6 Millionen Euro und konnten komplett durch Spendengelder gedeckt werden.

## Heutige Nutzung

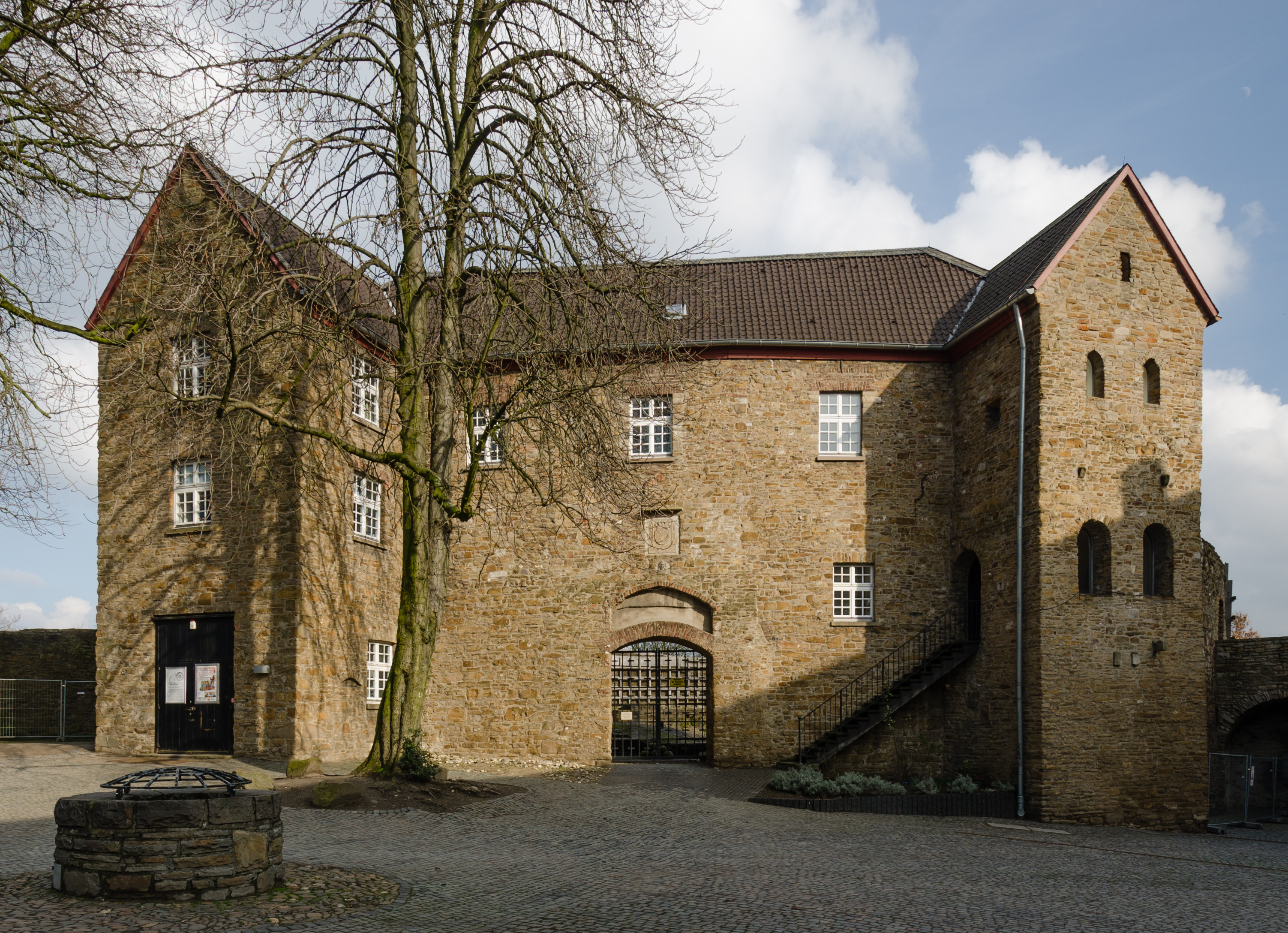
Hochschloss mit historischem Museum des Mülheimer Geschichtsvereins

Die repräsentativen Säle des Schlosses Broich werden heute für städtische Empfänge und standesamtliche Trauungen genutzt. Ebenso wie die rustikalen Tecklenburger Kammern können der Rittersaal, das Kamin- und das Wappenzimmer aber auch für private Feiern oder Firmenveranstaltungen angemietet werden.
Im Dachgeschoss befindet sich außerdem der Firmensitz der Mülheimer Stadtmarketing und Tourismus GmbH. Das Hochschloss beherbergt das Historische Museum des Mülheimer Geschichtsvereins, das mit Grabungsfunden, Modellen und einem „Luisen-Zimmer“ Einblick in mehrere Jahrhunderte Mülheimer Geschichte gibt.

### Castle Rock und Burgfolk Festival, weitere Veranstaltungen

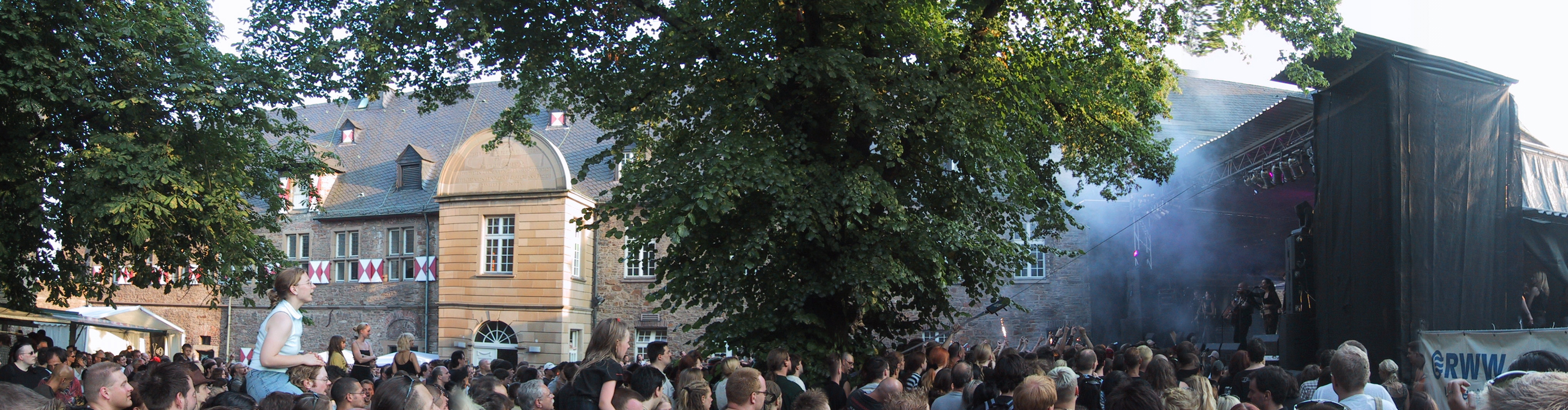
Das Burgfolk im Jahr 2003

Seit dem Jahr 2000 findet im Innenhof des neueren Teil des Schlosses das zunächst eintägige, seit 2009 zweitägige, Castle Rock Festival statt, welches 2002 noch um das ebenfalls eintägige, seit 2010 auch zweitägige, Festival Burgfolk erweitert wurde. Diese Feste werden mit Unterstützung der Stadt Mülheim ausgerichtet.
Wegen anhaltend rückläufiger Ticketverkäufe wurde das Burgfolk Festival 2016 zum letzten Mal durchgeführt.
Die auftretenden Musikbands auf dem Festival kommen aus der Richtung Rock, beziehungsweise beim Burgfolk Festival aus dem Bereich der modernen Folk-Musik. Viele der Bands sind in ihren Kreisen sehr populär. Als Gäste kommen jedes Jahr viele Hundert Musikfans, vorzugsweise aus der so genannten Schwarzen Szene des Ruhrgebiets. Zur dreizehnten Veranstaltung im Jahre 2012 kamen 1.200 Gothic-Fans.
Nach wie vor werden im Sommer die Broicher Schlossnacht und im Advent die Broicher Schlossweihnacht angeboten.

## Lage
- Anschrift: Am Schloß Broich 28, 45479 Mülheim an der Ruhr
- ÖPNV: Mülheim, Schloß Broich (Anreise-Berechnung)